# Свонтон (Огайо)
Свонтон (англ. Swanton) — селище (англ. village) в США, в округах Фултон і Лукас штату Огайо. Населення — 3897 осіб (2020).

## Географія
Свонтон розташований за координатами 41°34′57″ пн. ш. 83°53′25″ зх. д. / 41.58250° пн. ш. 83.89028° зх. д. (41.582518, -83.890277).  За даними Бюро перепису населення США в 2010 році селище мало площу 8,11 км², з яких 8,01 км² — суходіл та 0,10 км² — водойми. В 2017 році площа становила 9,35 км², з яких 9,25 км² — суходіл та 0,10 км² — водойми.

## Демографія
Згідно з переписом 2010 року, у селищі мешкало 3690 осіб у 1409 домогосподарствах у складі 1018 родин. Густота населення становила 455 осіб/км².  Було 1498 помешкань (185/км²).
Расовий склад населення:
| - 97,1 % — білих - 0,9 % — чорних або афроамериканців - 0,2 % — корінних американців - 0,1 % — азіатів |

До двох чи більше рас належало 1,3 %. Частка іспаномовних становила 3,5 % від усіх жителів.
За віковим діапазоном населення розподілялося таким чином: 26,0 % — особи молодші 18 років, 60,1 % — особи у віці 18—64 років, 13,9 % — особи у віці 65 років та старші. Медіана віку мешканця становила 38,0 року. На 100 осіб жіночої статі у селищі припадало 95,1 чоловіків;  на 100 жінок у віці від 18 років та старших — 88,0 чоловіків також старших 18 років.
Середній дохід на одне домашнє господарство  становив 60 063 долари США (медіана — 52 692), а середній дохід на одну сім'ю — 72 414 долари (медіана — 72 545). Медіана доходів становила 44 205 доларів для чоловіків та 34 652 долари для жінок. За межею бідності перебувало 9,6 % осіб, у тому числі 4,8 % дітей у віці до 18 років та 1,5 % осіб у віці 65 років та старших.
Цивільне працевлаштоване населення становило 1812 особи. Основні галузі зайнятості: освіта, охорона здоров'я та соціальна допомога — 26,8 %, виробництво — 21,6 %, роздрібна торгівля — 10,0 %, будівництво — 9,3 %.